# عبد الإله الخيبري
عبد الإله محمد الخيبري (وُلد 22 ابريل 1997) هو لاعب كرة قدم سعودي. يلعب حاليًا في نادي الأهلي النخبوي الملكي السعودي مدافع. يلعب الخيبري بالقدم اليسرى.

## الروابط الحارجية
- عبد الإله الخيبري على موقع إكس.
- عبد الإله الخيبري على موقع كووورة.
- عبد الإله الخيبري على موقع Soccerway.com (الإنجليزية).